# Arjumand Bânu Begam
Pour les articles homonymes, voir Mahal (homonymie).

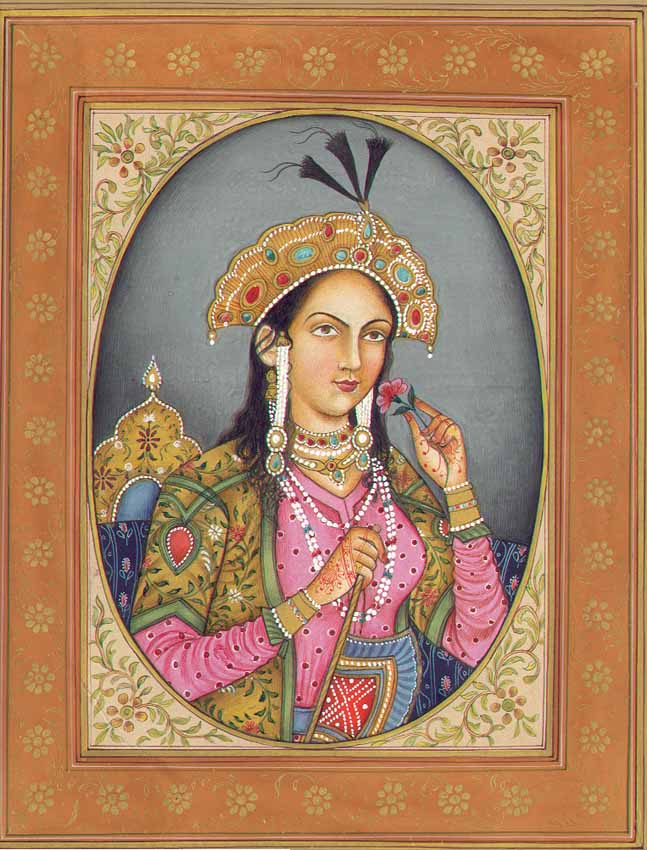
Mumtaz Mahal. Miniature moghole,.

Arjumand Bânu Begam (27 avril 1593 - 17 juin 1631), surnommée Mumtâz-i Mahal — parfois simplifié en Mumtâz Mahal — en persan et ourdou, « la merveille du palais », est l'une des épouses de l'empereur moghol Shâh Jahân. C'est pour honorer sa mémoire que Shâh Jahân fit construire, à Agra, le tombeau qu'est le Taj Mahal.

## Biographie
Arjumand naît en avril 1593 à Âgrâ, dans une famille noble d'origine iranienne. Son père est Âsaf Khân III, le frère de Nûr Jahân, l'épouse de Jahângîr; il était vizir de Jahangir et à la mort de celui-ci, il facilita l’accession au trône de son gendre, Shâh Jahân 
C'est à l'âge de dix-neuf ans, le 10 mai 1612, qu'elle épouse le prince Khurram qui montera plus tard sur le trône du Paon. Elle est sa troisième épouse, mais va devenir sa favorite. 
On ne sait pas grande chose la concernant, sauf qu'elle était renommée pour sa beauté, chantée par les poètes de son vivant, et que son mariage fut une histoire d'amour — ce ne devait pas être si courant à son époque et dans son univers — qui laissa son empreinte dans l'imaginaire indien, au nord tout au moins.
Arjumand accompagnait son époux dans ses visites de l'empire ainsi que dans ses campagnes militaires. C'est au cours d'une de ces dernières, contre les Lodi dans le Dekkan, qu'elle meurt, à Burhanpur, en donnant naissance à son quatorzième enfant, le 17 juin 1631. Elle y est inhumée temporairement dans les jardins de Zainabad jusqu'au 11 décembre de la même année. 
Arjumand Bânu Begam est alors transférée et inhumée à Âgrâ où le Taj Mahal est construit pour être son mausolée,.

## Descendance de Shâh Jahân et d’Arjumand Bânu Begam
1. Huralnissa Begam, 30 mars 1613 - 14 juin 1616
2. Jahanara, 2 avril 1614 - 6 septembre 1681

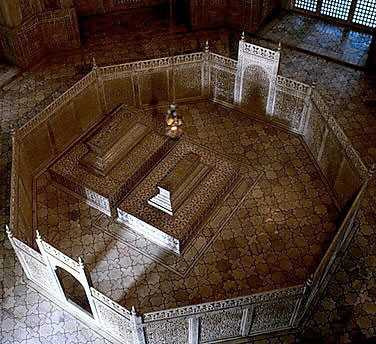
La tombe (au centre) de Mumtaz Mahal à l'intérieur du Taj Mahal. Le tombeau à gauche de l'image est celui de Shâh Jahân, ajouté par la suite.

3. Dârâ Shikôh, 30 mars 1615 - 8 septembre 1659, le fils aîné. Il meurt des mains de son frère Aurangzeb au cours des troubles pour la succession sous prétexte d'hérésie.
4. Mohammed Shujâ Bahadur, 3 juillet 1616 - 1660
5. Raushanarâ Begam, 3 septembre 1617 - 1671
6. Mohinnudin Mohammed Aurangzeb, 3 novembre 1618 - 21 février 1707.
7. Ummid Baksh, 18 décembre 1619 - mars 1622
8. Surayya Banu Begam, 10 juin 1621 - 28 avril 1628
9. Murâd Baksh, 8 septembre 1624 - 14 décembre 1661
10. Luftallah, 4 novembre 1626 - 14 mai 1628
11. Daulat Afza, 9 mai 1628 - ?
12. Husnara Begam, 23 avril 1630 - ?
13. Gauhara Begam, 17 juin 1631 - 1706
14. Enfant mort-né

## Divers
- Jacques Guerlain a créé en hommage à la princesse indienne, Mumtaz Mahal, son parfum Shalimar, élaboré en 1921, mais présenté seulement en 1925 lors de l'Exposition internationale des arts décoratifs de Paris, au Grand Palais.